# Резерват дуба (пам'ятка природи)
Резерва́т Ду́ба — ботанічна пам'ятка природи місцевого значення в Україні. Об'єкт природно-заповідного фонду Івано-Франківської області. 
Розташована на території Болехівської міської ради Івано-Франківської області, на північний захід від міста Болехів. 
Площа 5,7 га. Статус присвоєно згідно з рішенням облвиконкому від 07.07.1972 року № 264. Перебуває у віданні ДП «Болехівський лісгосп» (Болехівське л-во, кв. 35, вид. 30). 
Статус присвоєно для збереження частини лісового масиву, яка є залишком дубових пралісів Прикарпаття. Вік дерев — 180 років.